# Doonmanagh

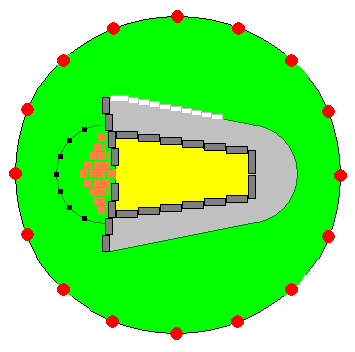
Prinzipskizze Wedge Tomb am Beispiel von Island

Doonmanagh (irisch An Dún Meánach) ist ein Wedge Tomb, das wie üblich nach dem Townland bei Annascaul, südlich von Lispole auf der Dingle-Halbinsel im County Kerry in Irland benannt wurde.

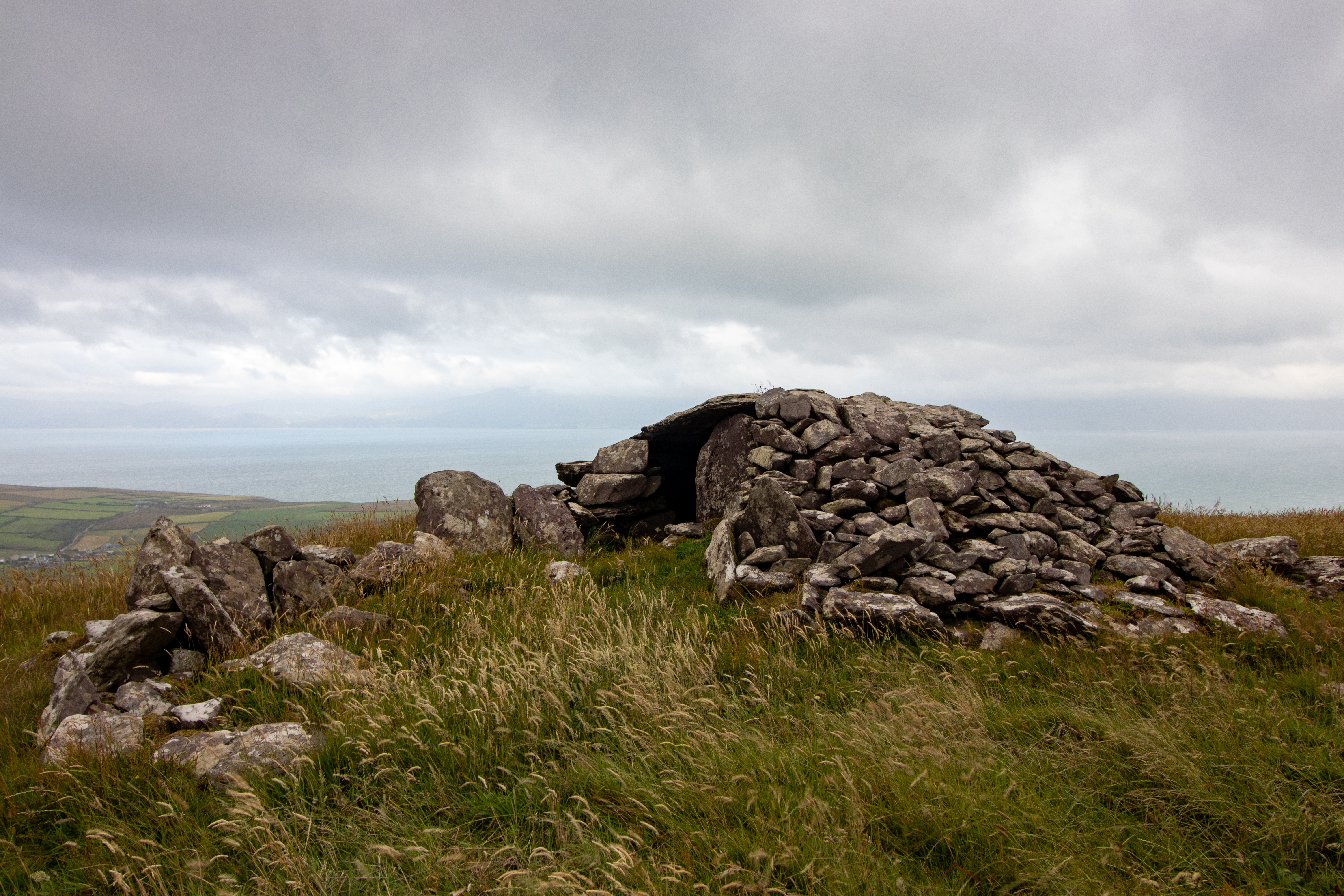
Pookauncorrin

Das Wedge Tomb von Doonmanagh wird traditionell auch Pookauncorrin (irisch Púicín an Chairn, deutsch „kleiner Púca des Cairns“) genannt. Wedge Tombs (deutsch „Keilgräber“), früher auch „wedge-shaped gallery grave“ genannt, sind doppelwandige, ganglose, mehrheitlich ungegliederte Megalithbauten aus der späten Jungstein- und frühen Bronzezeit.

## Beschreibung
Das Wedge Tomb ist in recht gutem Zustand, obwohl es während der Verwendung als Schafstall beschädigt wurde. Die Positionierung dieser Megalithanlage ist für ein Wedge Tomb in doppelter Hinsicht ungewöhnlich. Die Galerie ist Nord-Süd orientiert und thront auf einem Hügel. Üblicherweise liegen Wedge Tombs niedriger und sind West-Ost orientiert.
An der Anlage wurden mehrere Änderungen vorgenommen. Der Baukörper ist aber bis auf eine Wandplatte komplett. Es gibt keine Verschlussplatten an den Enden, sondern beide wurden aus Trockenmauerwerk aufgeführt. Die Decke besteht aus zwei großen Platten. Außerhalb des Cairns ist Material angehäuft worden bei dem schwer zu entscheiden ist, ob es original ist. An der Rückseite der Galerie liegt eine gebogene Steinreihe. Eine vom Zugang ausgehende gebogene Steinreihe, ist mit Sicherheit die Basis einer späteren Feldmauer. Beide Bögen scheinen bezogen auf das Wedge tomb keinen Zweck zu erfüllen.
In der Nähe steht der Menhir von Graigue.